# Éditions du Square
Les Éditions du Square sont une maison d'édition créée à Paris en 1962, à proximité du square Montholon — d'où son nom — par Georges Bernier (mieux connu sous le pseudonyme de « professeur Choron ») et François Cavanna, cofondateurs de plusieurs magazines satiriques tels que Hara-Kiri, Hara-Kiri hebdo, Charlie et Charlie Hebdo. 
Spécialisée dans la bande dessinée et le dessin d'humour, elle a publié des titres de nombreux scénaristes et dessinateurs tels que Cabu, Fred, Gébé, Reiser et Wolinski,  et de nombreuses créations de magazines ont fortement contribué à sa notoriété : 
- Hara-Kiri, en 1960, mensuel ;
- Hara-Kiri Hebdo (puis L'Hebdo Hara-Kiri), en 1969, la version hebdomadaire ;
- Charlie Mensuel, en 1969 ;
- Charlie Hebdo, en 1970 qui prend la suite de Hara-Kiri hebdo, interdit par la censure gouvernementale ;
- La Gueule ouverte, en 1973, rédaction confiée à Pierre Fournier, dont les écrits pamphlétaires débordent des deux pages qui lui sont attribuées dans Charlie-Hebdo, édité jusqu'en 1974 où il devient hebdomadaire. Le journal fusionne en 1977 avec Combat non-violent pour s'intituler La Gueule Ouverte/Combat Non Violent. Il redevient La Gueule Ouverte en 1978. Il disparaît avec son dernier numéro 314 du 29 mai 1980, avec pour titre : Je t'aime, à bientôt.
- Surprise[2], en 1976, rédaction confiée à Willem, qui publia aussi bien Crumb que Bazooka. D'abord trimestriel et finalement bimestriel, le journal cessera  de publier la même année au 5e numéro en raison de son interdiction de vente aux mineurs prononcée par Poniatowski, alors  ministre de l'Intérieur[3].
- BD, en 1977-1978, hebdomadaire éphémère au contenu marquant.

Fin 1982, à la suite de la disparition de la première version de Charlie Hebdo, les Éditions Albin Michel rachètent les droits des Éditions du Square et créent la  collection « Le Square - Albin Michel ».

## Publications
Les auteurs et dessinateurs suivants apparaissent dans cette liste : Al Capp, Alex Barbier, Andrevon, Autheman, Beauvais, Berroyer, Buzzelli, Cabu, Carali, Cavanna, Charlie Schlingo, Chenz, Chester Himes, Choron, Copi, Delfeil de Ton, Dimitri, Faraldo, Frank, Fournier, Gébé, Gibrat, Golo, Goulart, Guido Crepax, Hubert-Imbart, Hugot, Kamagurka, Kane, Kurtzman, Manchette, Muhlstein, Muñoz, Philippe Bertrand, Pichard, Pichon, Poussin, Reiser, Rousseau, Sampayo, Siné, Smythe, Soulas, Sydney Jordan, Tardi, Varenne, Willem, Wolinski et Xéxès.

### Série «bête et méchante» (1970 - 1979)
Al Capp
- L'il Abner, 1971

Cabu
- Le journal de Catherine, 1970
- Les aventures de madame Pompidou, 1972
- Le Grand Duduche « L'ennemi intérieur », 1973
- Le Grand Duduche en vacances, 1974
- Mon Beauf', 1976
- À bas toutes les armées, 1977
- Catherine saute au paf, 1977

Carali
- Les histoires du docteur Tutut !, 1979

Cavanna
- Le saviez-vous ?, 1971
- Les aventures de Dieu, 1971
- L'aurore de l'humanité : Et le singe devint con, 1972
- Les aventures du petit Jésus, 1973
- Le saviez-vous ? (2e fournée), 1974
- L'aurore de l'humanité (2) : Le con se surpasse, 1975
- Les aventures de Napoléon, 1976
- L'aurore de l'humanité (3) : Où s'arrêtera-t-il ?, 1977

Chenz - Gébé
- 17 romans-photos, 1974

Choron
- Les jeux de con du professeur Choron, 1971
- Les fiches bricolage du professeur Choron, 1977

Copi
- Le dernier salon où l'on cause, 1973
- Et moi, pourquoi j'ai pas une banane ?, 1975
- Les vieilles putes, 1977
- Du côté des violés, 1978

Delfeil de Ton
- On peut cogner, chef ?, 1973

Fournier
- La vie des gens, 1971
- Où on va ? J'en sais rien mais on y va, 1973

Gébé
- Il est fou, 1971
- Il est trop intellectuel, 1972
- L'an 01, 1972 ; réédition, 1979
- Reportages, 1973
- Une plume pour Clovis, 1975
- Qu'est-ce que je fous là ?, 1976
- Cracher dans l'eau, ça ne fait plus de ronds, 1977

Pichard - Wolinski
- Paulette (tome 1), 1971
- Paulette (tome 2), 1972
- Le mariage de Paulette (tome 3), 1974
- Paulette en Amazonie (tome 4), 1975
- Paulette - Ras-le-bol-ville (tome 5), 1975
- Paulette - Le cirque des femmes (tome 6), 1977

Pichon
- Qui n'a pas ses petits soucis ? Qui ?, 1979

Reiser
- Ils sont moches, 1970
- Mon papa, 1971
- La vie au grand air, 1972
- La vie des bêtes, 1975
- On vit une époque formidable !, 1976

Soulas
- Faut-il vous l'envelopper ?, 1972

Willem
- Chez les obsédés, 1971
- Les aventures de Tom Blanc, 1972
- Drames de famille, 1973
- Jack l'Éventreur en vacances, 1974
- La crise illustrée, 1975
- Taisez-vous, l'ennemi écoute !, 1976
- Les aventures du prince Bernhard, 1977
- Romances & mélodrames, 1977
- Dick talon heureux comme un con, 1978
- Terreur aveugle, 1979

Wolinski
- La vie compliquée de Georges le Tueur, 1970
- On ne connait pas notre bonheur, 1972
- C'est pas normal, 1973
- Il ne faut pas rêver, 1974
- Les Français me font rire, 1975
- Giscard n'est pas drôle, 1976
- Cactus Joe, 1977
- C'est dur d'être patron, 1977

Xéxès
- Si la sainte vierge en avait, 1976

### Bouquins Charlie (1974 - 1980)
Alex Barbier
- Lycaons, 1979

Andrevon - Pichard
- Édouard, suivi de La réserve, 1978
- Ceux-là 1, 1980
- Ceux-là 2, 1980

Autheman
- Escale à Nacaro, 1979

Berroyer - Gibrat
- Dossier Goudard, 1980

Buzzelli
- La révolte des ratés, 1974
- Zil Zelub (Charlie Spécial 2), 1977

Faraldo - Pichard
- Les manufacturées, 1980

Frank - Golo
- Ballades pour un voyou, 1979

Goulart - Kane
- Star Hawks (Supplément à Charlie Mensuel. Numéro spécial), 1979

Guido Crepax
- La loi de la pesanteur, 1976

Hugot
- Tous en scène (Charlie Spécial 3), 1977

Kurtzman
- C'est la jungle, 1978

Muñoz - Sampayo
- Alack Sinner (Charlie Spécial 1), 1977

Rousseau
- L'incroyable affaire de la valse sanglante, 1979

Smythe
- Andy Capp (no 1), 1979
- Andy Capp (no 2), 1979

Sydney Jordan
- Jeff Hawke (Supplément à Charlie Mensuel. Numéro spécial), 1980

Varenne
- Ardeur, 1980

### Hors Série (1975 - 1980)
Cabu
- La France des beaufs, 1979

Cabu - Gébé - Reiser - Willem - Wolinski
- Les chansons de Tachan, 1979

Carali
- L'amalgame, 1979

Fournier
- Y'en a plus pour longtemps, 1975

Pichon
- Pour 2 sous de violettes..., 1980

Reiser
- Vive les femmes !, 1978
- Vive les vacances !, 1979
- Phantasmes, 1980

Wolinski
- Mon corps est à elles, 1979

### Édition de luxe (1978 - 1979)
Guido Crepax
- Emmanuelle (d'après Emmanuelle Arsan), 1979

Muhlstein
- ...et les dieux firent l'amour, 1970

Pichard - Wolinski
- Paulette 1 (3 premiers tomes), 1978
- Paulette 2 (3 derniers tomes), 1978

## Albums de la collection «BD»
- Jacques Tardi et Jean-Patrick Manchette, Griffu, octobre 1978.
- Dimitri, Le Goulag, octobre 1978.
- Charlie Schlingo, Gaspation !, janvier 1979.
- Wolinski (d'après Chester Himes), La Reine des pommes, avril 1979.
- Jean-Louis Hubert et Jean-Gérard Imbar, Le Polar de Renard, octobre 1979.

### Éditions Le Square - Albin Michel (1980 - 1982)
Alex Barbier
- Le dieu du 12, 1982

Beauvais - Chenz - Wolinski
- Les romans-photos du Professeur Choron, 1981

Cabu
- Inspecteur la Bavure, 1980
- Camille-le-Camé contre Mon Beauf, 1980
- Votez Mère Denis, 1981

Carali
- Kwika !, 1980
- Les Contes d'un Conteur, 1981

Charlie Schlingo
- Josette de rechange, 1981

Copi
- La femme assise, 1981

Guido Crepax
- Justine (d'après D. A. F. de Sade), 1980

Dimitri
- Le goulag 3 - Les Zomes, 1980
- Les rois du pétrole, 1981

Frank - Golo
- Same Player Shoots Again, 1982

Hugot
- Beaucostar contre Mille Visages, 1981

Kamagurka
- Le monde fantastique des Belges, 1981

Philippe Bertrand
- À cet instant, aux antipodes, 1981

Pichard
- Carmen, 1981

Poussin
- Papiers gras, 1981

Siné
- La plus belle conquête de l'homme, 1981

Varenne
- Warschau, 1981
- La grande fugue, 1981

Willem
- Gloire coloniale et d'autres récits exotiques, 1981

Wolinski
- À bas l'amour copain !, 1980
- Ah, la crise !, 1981
- Ils vont tout casser, 1981

### Éditions du Square (1982 - 1985)
Choron - Gébé
- L'art vulgaire, 1982

Willem
- N'oublions jamais !, 1985